# Kościół św. Łucji w Valletcie
Kościół św. Łucji (malt. Il-Knisja ta’ Santa Luċija, ang. The Church of St. Lucy) – rzymskokatolicki kościół w Valletcie, stolicy Malty. Stoi przy Triq il-Lvant (East Street), naprzeciw wylotu Triq Santa Luċija (St. Lucy Street).

Jest kościołem filialnym kolegiaty św. Pawła Rozbitka.

## Historia
Kościół zbudowany został w 1570, cztery lata po rozpoczęciu budowy Valletty. Oryginalnie nosił wezwanie św. Franciszka z Paoli, którego statua znajduje się naprzeciw, na rogu Triq Santa Luċija. Pierwsi Dominikanie, którzy po Wielkim Oblężeniu przybyli do Valletty z klasztoru w Birgu, w tym małym kościele udzielali sakramentów budowniczym nowego miasta oraz jego pierwszym mieszkańcom. W 1571 przenieśli się do swojego nowego kościoła.

Dawny zwyczaj nakładał na kupców winiarskich z pobliskiego portu ciężar ponoszenia kosztów festynu w święto tytularne kościoła. Ich też staraniem kościół został jakiś czas później przebudowany i odnowiony. Wtedy też zmienione zostało wezwanie kościoła na św. Łucji i św. Wincentego Ferrera.

W 1740 biskup Paul Alphéran de Bussan kanonicznie ustanowił w tym kościele III Zakon Minimitów św. Franciszka z Paoli. Dwie małe marmurowe tablice na ścianie kościoła upamiętniają to wydarzenie.
Kościół jest obecnie dobrze utrzymany.

## Architektura

### Wygląd zewnętrzny
Barokowa fasada kościoła, do którego wejścia prowadzi pięć kamiennych stopni, zbudowana jest z trzech zatok, z których boczne są węższe od środkowej. Na rogach toskańskie pilastry wznoszące się od połowy wysokości drzwi, wspierające entablaturę rozpiętą na całą szerokość budynku. Środkowa zatoka, oflankowana identycznymi podwójnymi pilastrami, mieści w sobie wejście do kościoła. Prostokątne drzwi z kamiennym profilem zwieńczone są półkolistym frontonem.

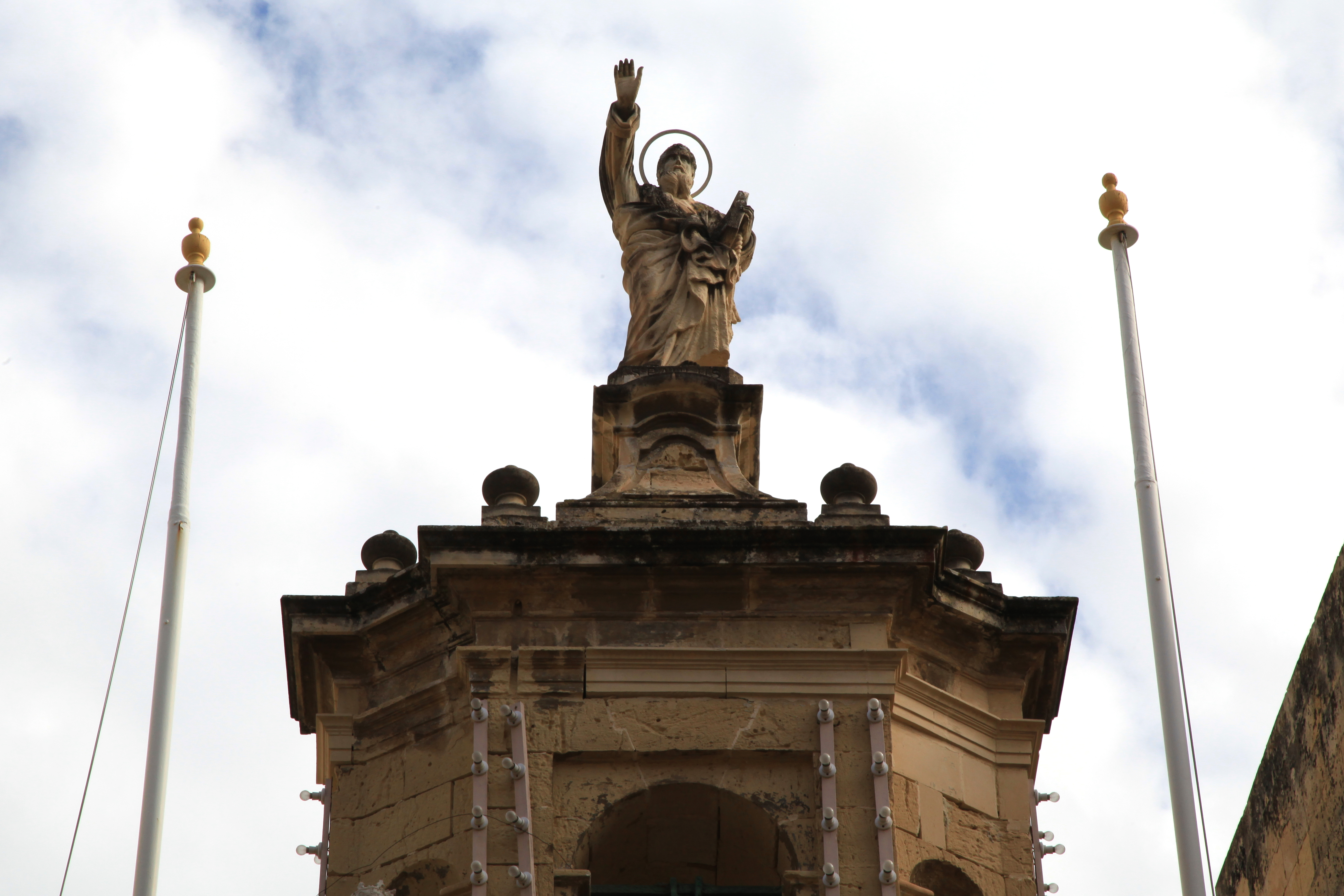
Szczyt dzwonnicy z figurą św. Pawła

Ponad nim duże okno, w kształcie zbliżonym do kwadratu, zakończone lekkim łukiem. Całość dopełnia szeroki profil w kształcie półkola. Nad belkowaniem, na szerokim gzymsie trójkątny fronton o rozpiętości centralnej zatoki, z krzyżem na szczycie. Z tyłu frontonu, wznoszący się nieco ponad wysokość tego ostatniego, ozdobny mur. Całość wieńczy wysoka dzwonnica w formie pojedynczej arkady z trzema dzwonami. W niszach na jej rogach kamienne figury św. Łucji oraz św. Klary, zaś na szczycie figura św. Pawła.

### Wnętrze

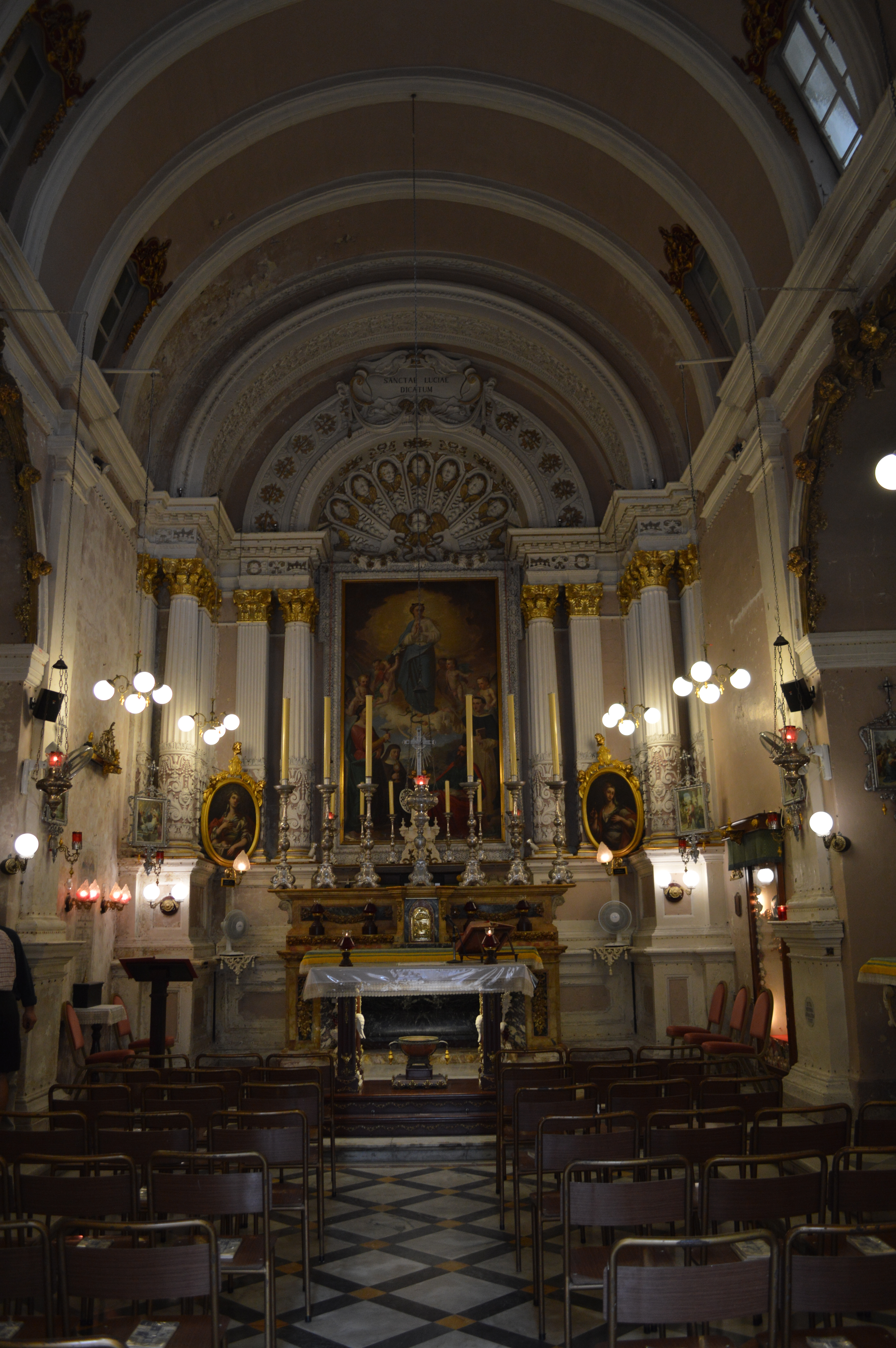
Wnętrze kościoła

Wnętrze kościoła jest jednonawowe, przykryte sklepieniem kolebkowym, którego łuki wspierają się na szerokim, biegnącym wokół gzymsie. Podłoga pokryta jest marmurem.

W kościele są trzy ołtarze. Na końcu prezbiterium podniesionego o jeden stopień w stosunku do reszty kościoła, w bardzo płytkiej apsydzie znajduje się ołtarz główny wykonany z marmuru. W jego nastawie ołtarzowej w stylu barokowym, oflankowanej kolumnami korynckimi, obraz tytularny Niepokalane Poczęcie pędzla XVIII-wiecznego maltańskiego artysty Ġiużeppe Pace. Przedstawia on Najświętszą Dziewicę w otoczeniu aniołów, u Jej stóp św. Klara, św. Łucja, św. Wincenty Ferreriusz oraz św. Paweł.

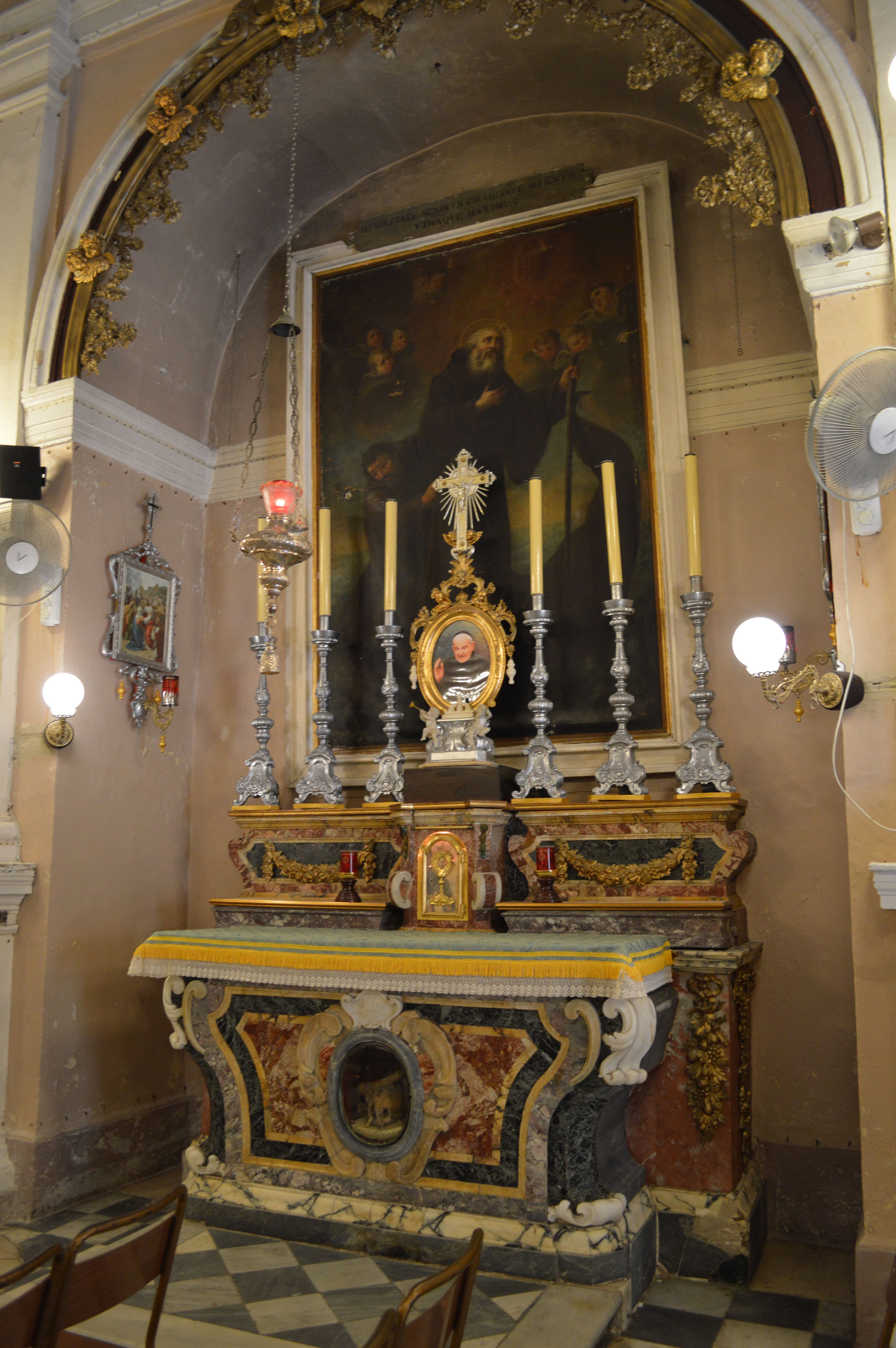
Ołtarz boczny św. Franciszka z Paoli

Postać tego ostatniego została domalowana, kiedy kościół przeszedł pod administrację kolegiaty św. Pawła Rozbitka. Po obu stronach ołtarza duże owalne obrazy: Św. Apolonia oraz Św. Agata, oba wyszły w połowie XVII wieku spod pędzla malarza ze szkoły neapolitańskiej.

Ołtarz boczny po prawej stronie od wejścia jest pod wezwaniem św. Franciszka z Paoli. Obraz w ołtarzu, przedstawiający świętego, przypisywany jest malarzowi ze szkoły Mattia Pretiego; jest wielce prawdopodobnym, że wyszedł spod pędzla Marii de Dominici.

Drugi z ołtarzy bocznych poświęcony jest św. Pascalowi Bailonowi; obraz przypisywany jest maltańskiemu artyście Rocco Buhagiarowi (1725–1808).

W kościele znajdują się również figury procesyjne wykonane z papier mâché, a to Św. Franciszek z Paoli, dzieło artysty Karlu Darmanina (1825–1909), oraz tytułowa statua Św. Łucja, dzieło gozańczyka Agostino Camilleriego (1885–1979).

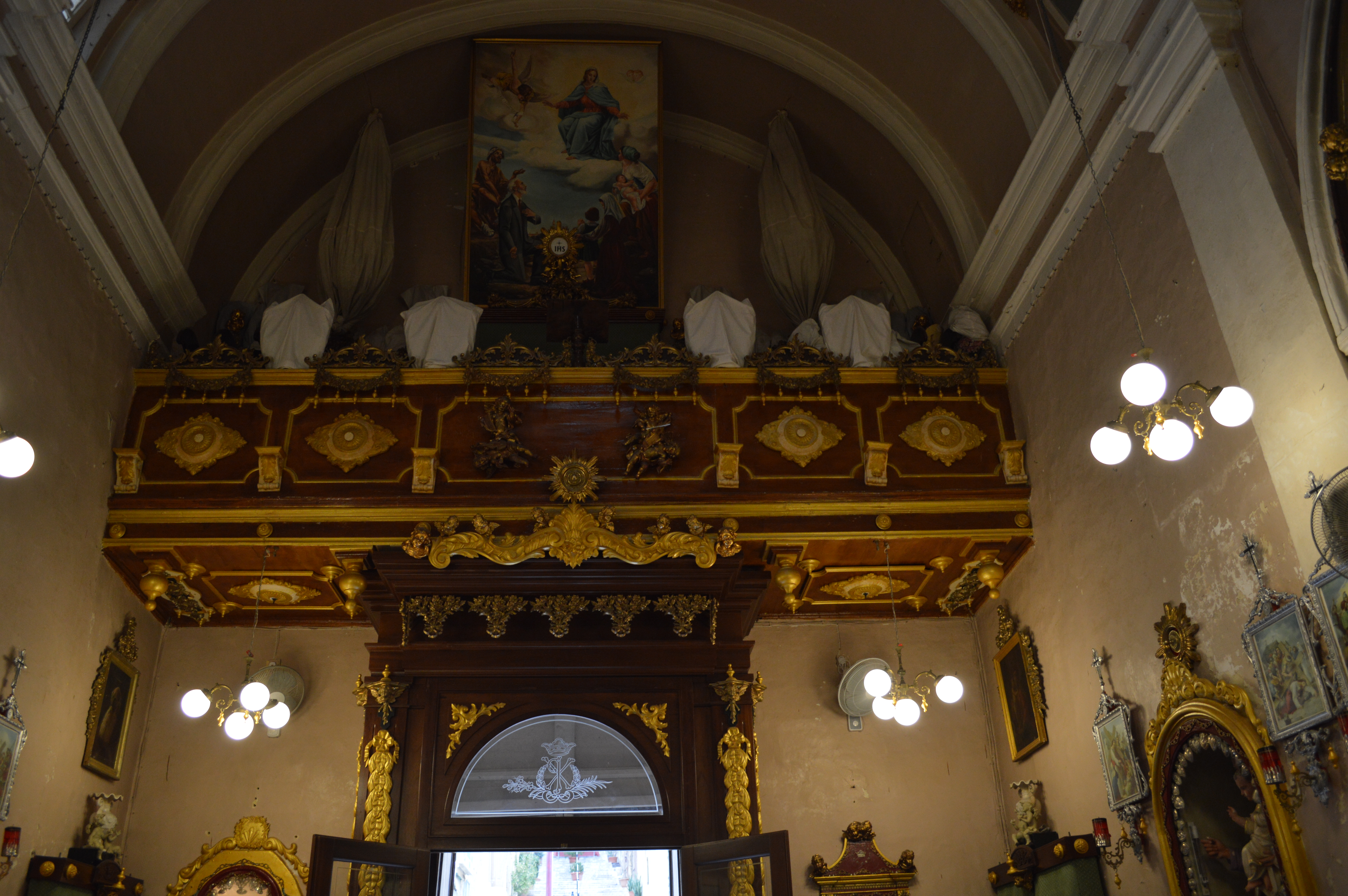
Galeria organowa

Ponad drzwiami wejściowymi znajduje się nieduża galeria organowa, zdobna w rzeźbione putti oraz muzykujące anioły. Jest tam też XX-wieczny obraz Matka Boża Pocieszenia.
W kościele przechowywane i czczone są relikwie wczesnochrześcijańskiego męczennika św. Lucydiana (Lucjana), którego szczątki sprowadzone zostały do kościoła z katakumb Pryscylli w Rzymie 7 marca 1842.

## Święto patronalne
Święto patronalne kościoła przypada 13 grudnia.

## Ochrona dziedzictwa kulturowego
Od 27 sierpnia 2012 kościół umieszczony jest na liście National Inventory of the Cultural Property of the Maltese Islands pod nr. 00523.